# Konstantin Heide
Pour les articles homonymes, voir Heide.
Konstantin Heide, né le 27 janvier 2006 à Unterhaching, est un footballeur allemand qui joue au poste de gardien de but au SpVgg Unterhaching.

## Biographie

### Carrière en club
Konstantin Heide est formé par le SpVgg Unterhaching,, où il commence sa carrière professionnelle en championnat d'Allemagne de troisième division. Il joue son premier match avec l'équipe première du club le 7 octobre 2023, titulaire et auteur d'une performance remarquée contre le MSV Duisbourg, malgré une défaite 1-0,,.

### Carrière en sélection
Déjà international avec les moins de 16 ans allemands depuis 2021, Konstantin Heide est sélectionné avec l'équipe d'Allemagne des moins de 17 ans en mai 2023 pour prendre part à l'Euro 2023 qui a lieu en Hongrie. L'Allemagne remporte la compétition en s'imposant contre la France aux tirs au but,,,.
Il est ensuite convoqué avec l'équipe des moins de 17 ans pour participer à la Coupe du monde des moins de 17 ans qui a lieu en novembre 2023,.
L'Allemagne atteint la finale de la compétition après sa victoire aux tirs au but face à l'Argentine, à l'issue d'un match nul (3-3),, où Konstantin Heide fait figure de sauveur des siens : jouant ici son premier match dans la compétition, titulaire en remplacement d'un Max Schmitt forfait, il est à plusieurs reprises décisif, notamment lors de la séance de tirs au but où il arrête coup sur coup les tentatives de Franco Mastantuono et Claudio Echeverri,,.

## Palmarès
Allemagne -17 ans
- Championnat d'Europe
  - Vainqueur en 2023
- Coupe du monde
  - Vainqueur en 2023